# La Haye-de-Calleville
Pour les articles homonymes, voir Haye.
La Haye-de-Calleville est une commune française située dans le département de l'Eure en région Normandie.

## Géographie

### Localisation
La commune de La Haye-de-Calleville se situe au centre-ouest du département de l'Eure en région Normandie. Appartenant à la région naturelle de la campagne du Neubourg, elle borde, à l'est, une petite vallée sèche et boisée au milieu de laquelle passe la voie verte Évreux - Le Bec-Hellouin et s'ouvre, à l'ouest, vers de grandes étendues de cultures consacrées au blé, à l'orge ou aux betteraves. À vol d'oiseau, le bourg est à 5 km à l'est de Brionne, à 17 km au nord-est de Bernay, à 32 km au nord-ouest d'Évreux et à 36 km au sud-ouest de Rouen.
| Calleville | Calleville            | La Neuville-du-Bosc |
| Calleville | La Haye-de-Calleville | La Neuville-du-Bosc |
| Calleville | Calleville, Harcourt  | La Neuville-du-Bosc |

### Hydrographie
La commune est située dans le bassin Seine-Normandie. Elle n'est drainée par aucun cours d'eau,.

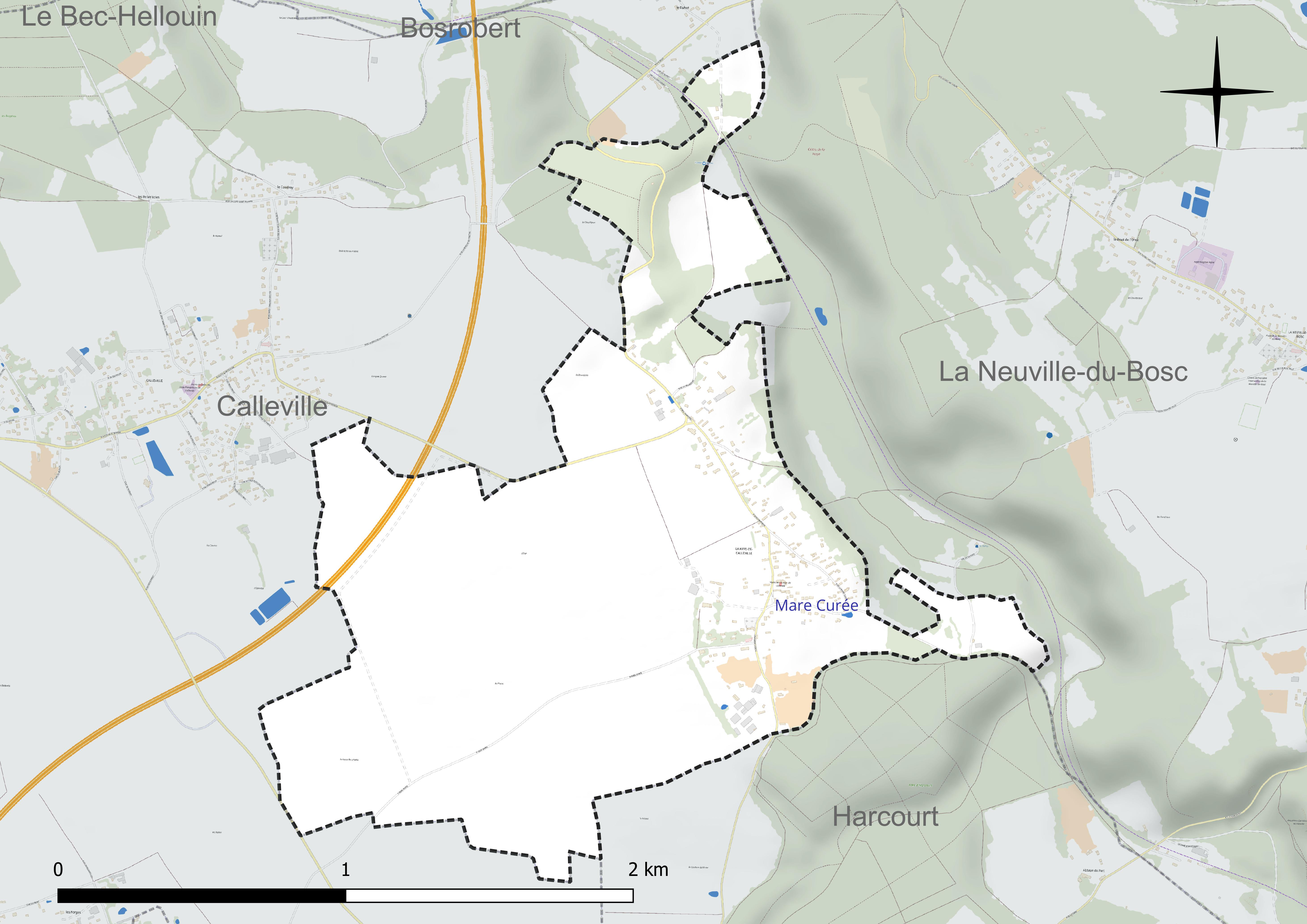
Réseau hydrographique de la Haye-de-Calleville.

Un plan d'eau complète le réseau hydrographique : la mare Curée (0 ha),.

### Climat
Pour des articles plus généraux, voir Climat de la Normandie et Climat de l'Eure.
En 2010, le climat de la commune est de type climat océanique dégradé des plaines du Centre et du Nord, selon une étude du CNRS s'appuyant sur une série de données couvrant la période 1971-2000. En 2020, Météo-France publie une typologie des climats de la France métropolitaine dans laquelle la commune est exposée à un climat océanique et est dans la région climatique  Côtes de la Manche orientale, caractérisée par un faible ensoleillement (1 550 h/an) ; forte humidité de l’air (plus de 20 h/jour avec humidité relative > 80 % en hiver), vents forts fréquents. Parallèlement le GIEC normand, un groupe régional d’experts sur le climat, différencie quant à lui, dans une étude de 2020, trois grands types de climats pour la région Normandie, nuancés à une échelle plus fine par les facteurs géographiques locaux. La commune est, selon ce zonage, exposée à un « climat contrasté des collines », correspondant au Pays d’Auge, Lieuvin et Roumois, moins directement soumis aux flux océaniques et connaissant toutefois des précipitations assez marquées en raison des reliefs collinaires qui favorisent leur formation.
Pour la période 1971-2000, la température annuelle moyenne est de 10,4 °C, avec  une amplitude thermique annuelle de 13,7 °C. Le cumul annuel moyen de précipitations est de 746 mm, avec 12,2 jours de précipitations en janvier et 8,4 jours en juillet. Pour la période 1991-2020, la température moyenne annuelle observée sur la station météorologique la plus proche, située sur la commune de Brionne à 5 km à vol d'oiseau, est de 11,5 °C et le cumul annuel moyen de précipitations est de 791,7 mm,. Pour l'avenir, les paramètres climatiques de la commune estimés pour 2050 selon différents scénarios d’émission de gaz à effet de serre sont consultables sur un site dédié publié par Météo-France en novembre 2022.

## Urbanisme

### Typologie
Au 1er janvier 2024, La Haye-de-Calleville est catégorisée commune rurale à habitat dispersé, selon la nouvelle grille communale de densité à 7 niveaux définie par l'Insee en 2022.
Elle est située hors unité urbaine et hors attraction des villes,.

### Occupation des sols
L'occupation des sols de la commune, telle qu'elle ressort de la base de données européenne d’occupation biophysique des sols Corine Land Cover (CLC), est marquée par l'importance des territoires agricoles (79,9 % en 2018), une proportion identique à celle de 1990 (79,9 %). La répartition détaillée en 2018 est la suivante : 
terres arables (67,8 %), prairies (10,8 %), forêts (10,8 %), zones urbanisées (9,2 %), zones agricoles hétérogènes (1,3 %). L'évolution de l’occupation des sols de la commune et de ses infrastructures peut être observée sur les différentes représentations cartographiques du territoire : la carte de Cassini (XVIIIe siècle), la carte d'état-major (1820-1866) et les cartes ou photos aériennes de l'IGN pour la période actuelle (1950 à aujourd'hui).

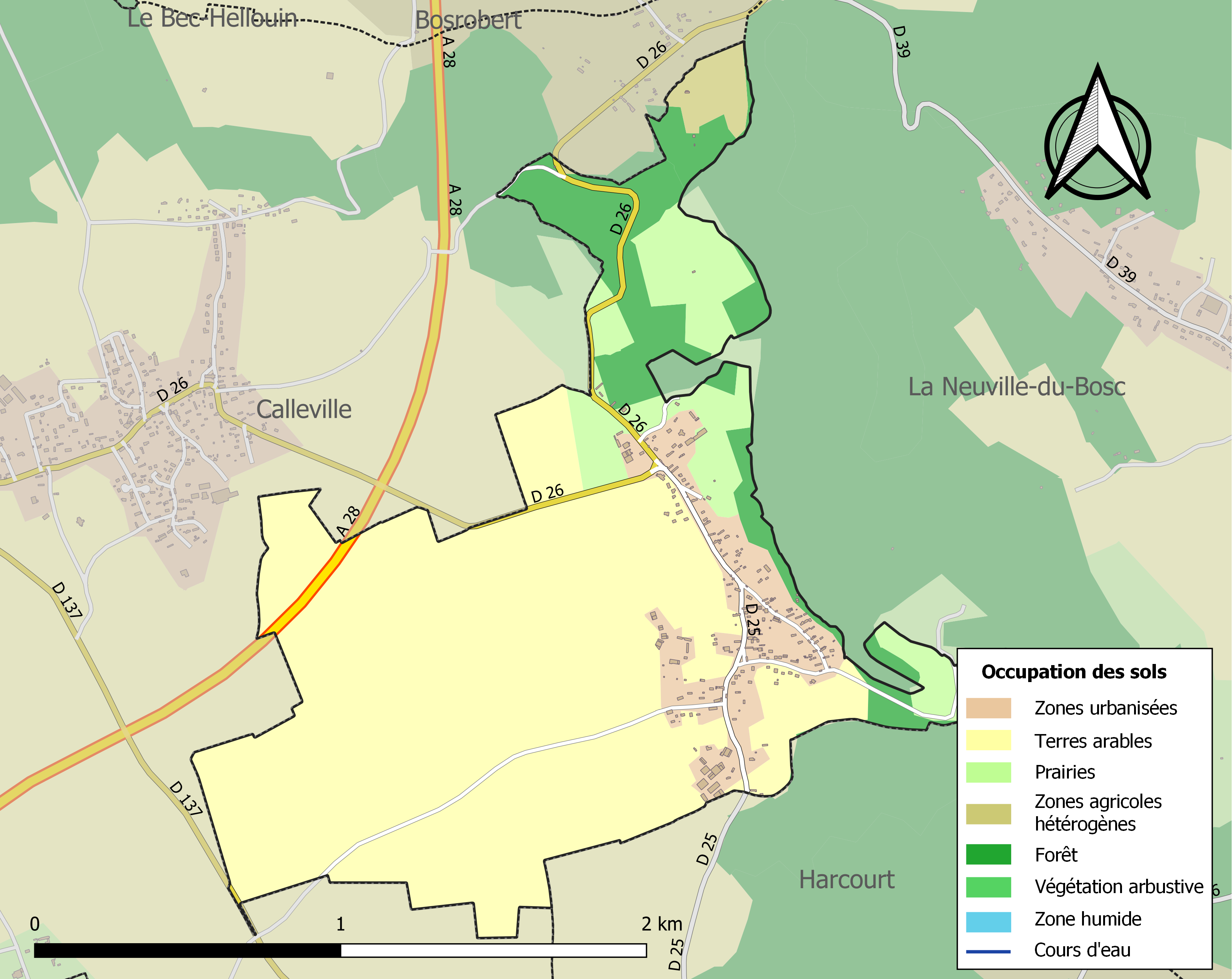
Carte des infrastructures et de l'occupation des sols de la commune en 2018 (CLC).

## Toponymie
Le nom de la localité est attesté sous les formes Haya de Calleville en 1307 (olim) et Saint-Nicolas-de-la-Haye-de-Cailleville en  1356 (ch. d’Amaury de Meulan), La Haye de Calleville en 1793, La Haye-de-Catteville en 1801.
L'appellatif haye > haie a servi à former nombre de toponymes dans la région à l'époque médiévale.

Le mot haie (jadis haye), d'origine germanique, pouvait prendre le sens de « lisière de forêt » au Moyen Âge.
L'examen des limites communales montre que La Haye-de-Calleville est un démembrement de Calleville. La « ville de karli » (domaine rural médiéval en bordure du bois d'Harcourt), nom d'homme scandinave, Karli, qu'on retrouve dans Calleville-les-Deux-Églises et Cailleville, communes de Seine-Maritime.

## Histoire
La paroisse a été fondée par les seigneurs du Neubourg. Les comtes d'Harcourt et l'abbaye du Val-Richer y avaient des biens.

## Politique et administration
| Période                                  | Période  | Identité             | Étiquette | Qualité     |
| ---------------------------------------- | -------- | -------------------- | --------- | ----------- |
| 1959                                     | 2008     | André Voisin         | DVD       | Agriculteur |
| mars 2008                                | en cours | Jean-Baptiste Voisin | DVD       | Agriculteur |
| Les données manquantes sont à compléter. |          |                      |           |             |

## Démographie
L'évolution du nombre d'habitants est connue à travers les recensements de la population effectués dans la commune depuis 1793. Pour les communes de moins de 10 000 habitants, une enquête de recensement portant sur toute la population est réalisée tous les cinq ans, les populations de référence des années intermédiaires étant quant à elles estimées par interpolation ou extrapolation. Pour la commune, le premier recensement exhaustif entrant dans le cadre du nouveau dispositif a été réalisé en 2008.

En 2022, la commune comptait 252 habitants, en évolution de −6,32 % par rapport à 2016 (Eure : −0,25 %, France hors Mayotte : +2,11 %).
| 1793 | 1800 | 1806 | 1821 | 1831 | 1836 | 1841 | 1846 | 1851 |
| ---- | ---- | ---- | ---- | ---- | ---- | ---- | ---- | ---- |
| 380  | 389  | 456  | 474  | 472  | 484  | 467  | 434  | 404  |

| 1856 | 1861 | 1866 | 1872 | 1876 | 1881 | 1886 | 1891 | 1896 |
| ---- | ---- | ---- | ---- | ---- | ---- | ---- | ---- | ---- |
| 426  | 423  | 386  | 373  | 365  | 322  | 302  | 296  | 242  |

| 1901 | 1906 | 1911 | 1921 | 1926 | 1931 | 1936 | 1946 | 1954 |
| ---- | ---- | ---- | ---- | ---- | ---- | ---- | ---- | ---- |
| 268  | 243  | 235  | 178  | 172  | 169  | 190  | 197  | 212  |

| 1962 | 1968 | 1975 | 1982 | 1990 | 1999 | 2006 | 2008 | 2013 |
| ---- | ---- | ---- | ---- | ---- | ---- | ---- | ---- | ---- |
| 206  | 233  | 218  | 207  | 218  | 221  | 269  | 283  | 284  |

| 2018 | 2022 | - | - | - | - | - | - | - |
| ---- | ---- | - | - | - | - | - | - | - |
| 261  | 252  | - | - | - | - | - | - | - |

## Culture locale et patrimoine

### Lieux et monuments

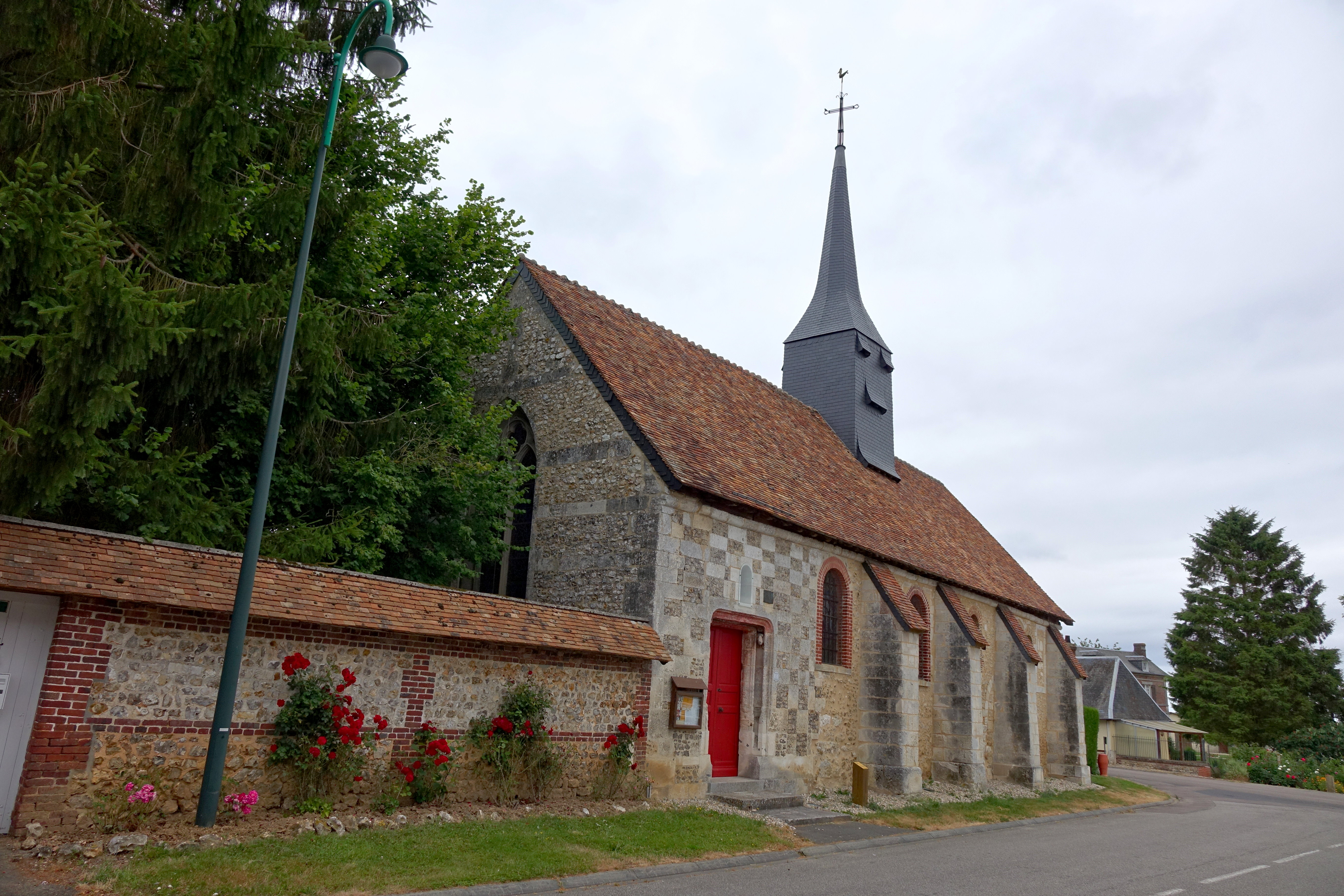
L'église Saint-Nicolas.

- L'église Saint-Nicolas (XVe et XVIe). Les seuls éléments datant du XVe siècle qui subsistent sont la corniche et les traces d’une fenêtre carrée au sud de la nef. Le clocher carré à flèche octogonale situé à l’est de la nef date du XVIe siècle[29] ;
- Un manoir du XVe siècle[29].

### Patrimoine naturel

#### ZNIEFF de type 2
- La vallée de la Risle de Brionne à Pont-Audemer, la forêt de Montfort[30].

#### Site classé
- La « vallée du Bec, écrin de l'abbaye du Bec-Hellouin »,  Site classé (2024)[31].

### Personnalités liées à la commune
- Artus Le Muet. Il est seigneur d'une vavassorerie sise à Calleville (vicomté de Beaumont-le-Roger), il devra se présenter à une monstre (revue militaire) doté d'un vougier, d'une monture et armé en 1469. Seigneur de la Haye de Calleville en Normandie (1469-1486). Seigneur de Vaubercey près de Troyes (Aube), il teste en 1483 et demande à être inhumé en l'abbaye de Notre-Dame-en-l'Isle près de Troyes. En 1483, il agit au nom de Greffin Le Muet, seigneur de Forges en partie, de Carix (Carezis) et du Buisson. Semblent être les fils du vicomte d'Orbec (1437-1450) Jehan Le Muet originaire de Troyes. Les le Muet sont originaires au XIXe siècle de Donzy dans le Nivernais et ont été attachés aux comtes et ducs de Nevers.
- Laurent Mathieu Bidault (1759-1808), homme politique, député de l'Eure.
- Robert Prétavoine-Bidault (1765-1837), homme politique et député de l'Eure de 1820 à 1823.